# Steve Mason (Eishockeyspieler, Mai 1988)
Steve Mason (* 29. Mai 1988 in Oakville, Ontario) ist ein ehemaliger kanadischer Eishockeytorwart. Zwischen 2008 und 2018 betritt er über 400 Partien für die Columbus Blue Jackets, Philadelphia Flyers und Winnipeg Jets in der National Hockey League (NHL). Im Trikot der Blue Jackets, die ihn im NHL Entry Draft 2006 an 69. Position ausgewählt hatten, gewann er am Ende der Saison 2008/09 die Calder Memorial Trophy als bester Rookie der Liga.

## Karriere

### Jugend
Steve Mason begann seine Karriere 2004 bei den Grimsby Peach Kings aus der drittklassigen kanadischen Juniorenliga Ontario Junior C Hockey League. Er überzeugte mit einem Gegentorschnitt von 1,82 und wechselte 2005 in die nächsthöhere Klasse zu den Petrolia Jets, ehe er noch während der Saison von den London Knights aus der hochklassigen Ontario Hockey League verpflichtet wurde und für sie noch zwölf Spiele in der Spielzeit bestritt.
Im NHL Entry Draft 2006 wählten ihn die Columbus Blue Jackets in der dritten Runde an Position 69 aus, blieb aber vorerst bei den London Knights, wo er neuer Stammtorhüter wurde. Mason absolvierte 62 Saisonspiele und konnte mit den Knights 45 gewinnen, womit er einen neuen Ligarekord aufstellte. Er wurde daraufhin am Ende der Saison als bester Torhüter der OHL ausgezeichnet. Im Herbst 2007 trat er mit einer kanadischen U20-Auswahl gegen ein russisches Nationalteam derselben Altersgruppe in der Super Series 2007 an, die Kanada mit sieben Siegen bei einem Unentschieden gewann.
In der Saison 2007/08 konnte Mason erneut durch seine Leistungen im Tor der London Knights überzeugen und wurde in den Kader kanadischen Nationalmannschaft für die U20-Weltmeisterschaft 2008 berufen, die jahresübergreifend im Dezember 2007 und Januar 2008 stattfand. Zusammen mit Jonathan Bernier bildete er anfangs ein gleichberechtigtes Torhütergespann, ehe er dann im Laufe des Turniers den Posten als Stammtorhüter übernahm. Kurz vor dem Halbfinale wurde bekannt, dass ihn die London Knights innerhalb der OHL zu den Kitchener Rangers transferiert hatten, doch unbeeindruckt davon führte Mason das kanadische Nationalteam bis zum Weltmeistertitel und wurde selbst zum wertvollsten Spieler und besten Torhüter des Turniers ernannt.

### NHL

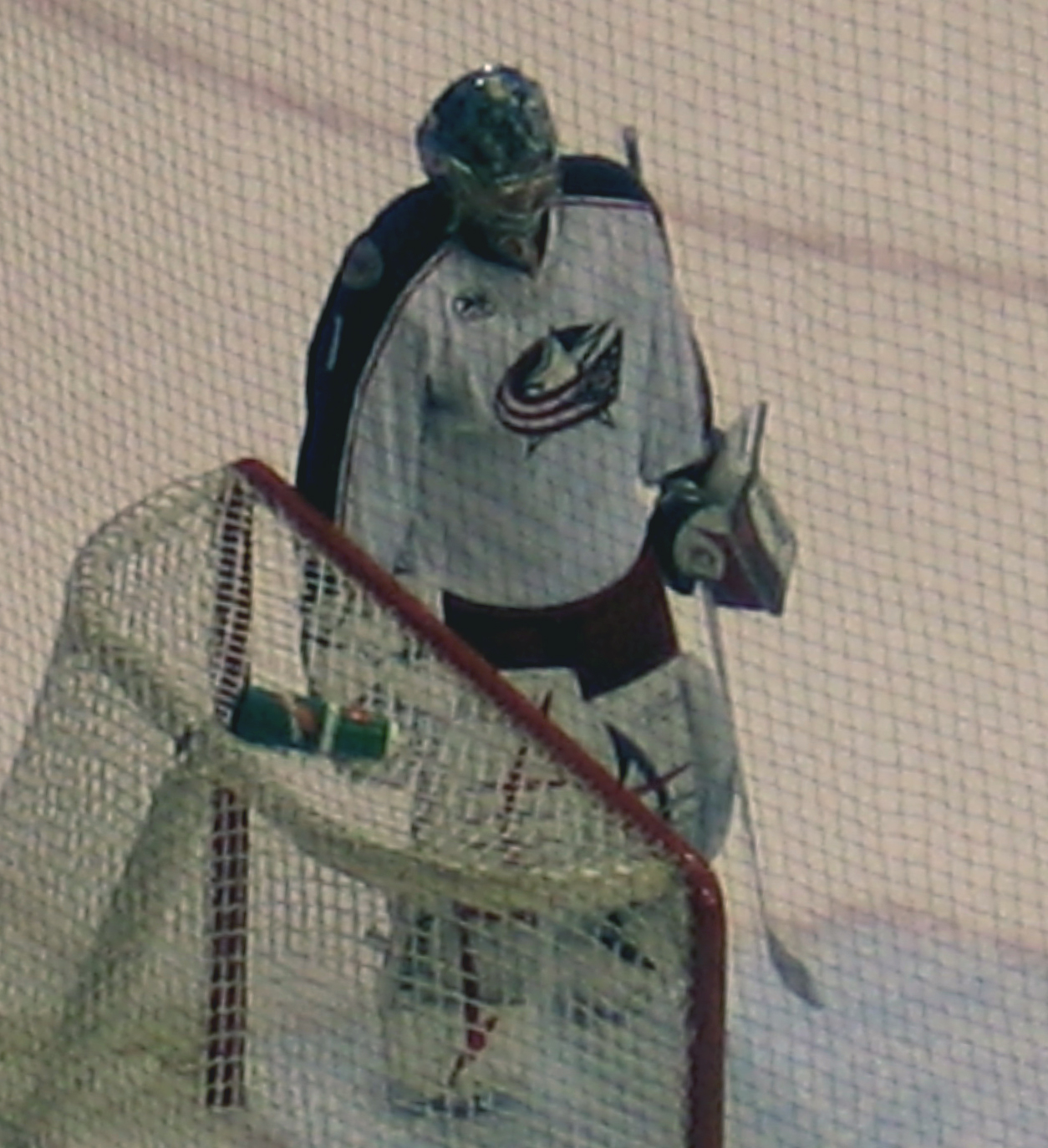
Mason im Trikot der Columbus Blue Jackets

Kurz nach seiner Rückkehr von der Weltmeisterschaft wurde Mason am 7. Januar 2008 erstmals in den NHL-Kader der Columbus Blue Jackets berufen, da Stammtorhüter Pascal Leclaire wegen einer Krankheit ausfiel. Mason saß einen Tag später beim Spiel gegen die St. Louis Blues als Back-up von Fredrik Norrena auf der Ersatzbank der Blue Jackets und wurde danach wieder zurück in die OHL geschickt. Dort dominierte er mit den Rangers das Geschehen und sie belegten am Ende der Regulären Saison den ersten Platz in der Liga. Als einer der Hauptfavoriten ging die Mannschaft in die Playoffs und wurden dieser Rolle auch gerecht, jedoch verletzte sich Mason in einer Zweitrundenpartie gegen die Sarnia Sting und fiel für den Rest der Playoffs aus. Die Rangers zogen derweil ohne Mason bis ins Finale gegen die Belleville Bulls ein, wo sie den J. Ross Robertson Cup gewannen.
Im Herbst 2008 gab Mason sein Profidebüt bei den Syracuse Crunch, dem AHL-Farmteam der Blue Jackets. Anfang November wurde er in den NHL-Kader berufen, wo er ebenfalls debütierte und gleich seine ersten drei Spiele gewinnen konnte. Mason überzeugte weiter mit guten Leistungen, führte die Liga über längere Zeit mit dem besten Gegentorschnitt an und verdrängte Pascal Leclaire als Stammtorhüter. Auch nachdem bei Mason das Pfeiffersche Drüsenfieber diagnostiziert wurde, setzte man weiter auf ihn. Mit zehn Shutouts blieb er häufiger als kein anderer Torhüter in der Saison ohne Gegentreffer und war der wichtige Rückhalt der Mannschaft, als sie sich zum ersten Mal in ihrer Geschichte für die Playoffs qualifizierte.
Zur Trade Deadline am 3. April 2013 wurde er zu den Philadelphia Flyers transferiert. Dort war Mason in den folgenden vier Spielzeiten Stammtorhüter, ehe sein auslaufender Vertrag im Sommer 2017 nicht verlängert wurde. Am 1. Juli schloss er sich als Free Agent den Winnipeg Jets an, die ihn für zwei Jahre verpflichteten. Bei den Jets füllte Mason den Posten des Ersatzmanns hinter Connor Hellebuyck und bestritt lediglich 13 Saisonspiele. Er wurde Ende Juni 2018 schließlich gemeinsam mit Joel Armia sowie einem Siebtrunden-Wahlrecht im NHL Entry Draft 2019 und einem Viertrunden-Wahlrecht im NHL Entry Draft 2020 an die Canadiens de Montréal abgegeben, die im Gegenzug Simon Bourque nach Winnipeg schickten. Die Canadiens setzten Mason umgehend und gemäß den Regularien auf den Waiver, um ihm das letzte Jahr seines Vertrages ausbezahlen zu können. Dies bedeutete in der Folge das Ende seiner aktiven Karriere, in der er 476 NHL-Partien bestritten hatte.

## Erfolge und Auszeichnungen
| - 2007 OHL First All-Star-Team - 2007 OHL Goaltender of the Year - 2008 OHL Second All-Star-Team - 2008 J.-Ross-Robertson-Cup-Gewinn mit den Kitchener Rangers - 2008 NHL-Rookie des Monats November | - 2008 NHL-Rookie des Monats Dezember - 2009 NHL YoungStars Game (verletzungsbedingte Absage) - 2009 NHL Second All-Star Team - 2009 Calder Memorial Trophy - 2009 NHL All-Rookie Team |

### International
- 2008 Goldmedaille bei der U20-Junioren-Weltmeisterschaft
- 2008 Wertvollster Spieler der U20-Junioren-Weltmeisterschaft
- 2008 Bester Torhüter der U20-Junioren-Weltmeisterschaft
- 2008 All-Star-Team der U20-Junioren-Weltmeisterschaft

## Karrierestatistik

### International
Vertrat Kanada bei:
- Super Series 2007
- U20-Junioren-Weltmeisterschaft 2008

(Legende zur Torhüterstatistik: GP oder Sp = Spiele insgesamt; W oder S = Siege; L oder N = Niederlagen; T oder U oder OT = Unentschieden oder Overtime- bzw. Shootout-Niederlage; Min. = Minuten; SOG oder SaT = Schüsse aufs Tor; GA oder GT = Gegentore; SO = Shutouts; GAA oder GTS = Gegentorschnitt; Sv% oder SVS% = Fangquote; EN = Empty Net Goal; 1 Play-downs/Relegation; Kursiv: Statistik nicht vollständig)